# The Impressions
The Impressions waren eine US-amerikanische Gesangsgruppe sowie eine der erfolgreichsten R&B-Vokalgruppen der 1960er Jahre. Ihr bekanntester Hit ist People Get Ready.

## Geschichte
1957 in Chicago von Jerry Butler, Curtis Mayfield und den Brüdern Arthur und Richard Brooks unter dem Namen The Roosters gegründet, war ihr erster Hit For Your Precious Love (1958). Die folgenden Aufnahmen des Vokalquartetts nutzten weiterhin starke Gospeltraditionen.
Ab etwa 1964 wurde Curtis Mayfield immer mehr zum Komponisten und Schreiber der Hits und integrierte politische Themen. Titel wie Keep On Pushing (1964), People Get Ready (1965) oder We’re a Winner (1968) formulierten schwarzes Selbstvertrauen – ein Thema, das Mayfield mit dem Beginn seiner Solokarriere 1970 ins Zentrum seines Songwriting stellen sollte.
Nach seinem Abschied von der Gruppe versank diese in der Bedeutungslosigkeit. 1991 wurde sie in die Rock and Roll Hall of Fame aufgenommen und 2003 in die Vocal Group Hall of Fame.

## Diskografie
Studioalben

| Jahr | Titel Musiklabel Katalog-Nr.                   | Höchstplatzierung, Gesamtwochen, AuszeichnungChartplatzierungen (Jahr, Titel, Musiklabel Katalog-Nr., Platzierungen, Wochen, Auszeichnungen, Anmerkungen) | Höchstplatzierung, Gesamtwochen, AuszeichnungChartplatzierungen (Jahr, Titel, Musiklabel Katalog-Nr., Platzierungen, Wochen, Auszeichnungen, Anmerkungen) | Anmerkungen                                                                                             |
| Jahr | Titel Musiklabel Katalog-Nr.                   | US | R&B | Anmerkungen                                                                                             |
| ---- | ---------------------------------------------- | --- | --- | --- |
| 1963 | The Impressions ABC-Paramount 450              | US43 (33 Wo.)US | — | Erstveröffentlichung: August 1963                                                                       |
| 1964 | The Never Ending Impressions ABC-Paramount 468 | US52 (22 Wo.)US | — | Erstveröffentlichung: März 1964                                                                         |
| 1964 | Keep On Pushing ABC-Paramount 493              | US8 (34 Wo.)US | R&B4 (2 Wo.)R&B | Erstveröffentlichung: Juli 1964                                                                         |
| 1965 | People Get Ready ABC-Paramount 505             | US23 (19 Wo.)US | R&B1 (13 Wo.)R&B | Erstveröffentlichung: Februar 1965 Produzent: Johnny Pate                                               |
| 1965 | One by One ABC-Paramount 523                   | US104 (9 Wo.)US | R&B4 (11 Wo.)R&B | Erstveröffentlichung: August 1965 Produzent: Johnny Pate                                                |
| 1966 | Ridin’ High ABC-Paramount 545                  | US79 (10 Wo.)US | R&B4 (15 Wo.)R&B | Erstveröffentlichung: Februar 1966 Produzent: Johnny Pate                                               |
| 1967 | The Fabulous Impressions ABC 606               | US184 (11 Wo.)US | R&B16 (13 Wo.)R&B | Erstveröffentlichung: Juli 1967 Produzent: Johnny Pate                                                  |
| 1968 | We’re a Winner ABC 635                         | US35 (27 Wo.)US | R&B4 (20 Wo.)R&B | Erstveröffentlichung: Februar 1968 Produzent: Johnny Pate                                               |
| 1968 | This Is My Country Curtom 8001                 | US107 (13 Wo.)US | R&B5 (26 Wo.)R&B | Erstveröffentlichung: November 1968 Produzent: Curtis Mayfield                                          |
| 1969 | The Young Mods’ Forgotten Story Curtom 8003    | US104 (18 Wo.)US | R&B21 (25 Wo.)R&B | Erstveröffentlichung: Mai 1969 Produzent: Curtis Mayfield                                               |
| 1970 | Check Out Your Mind! Curtom 8006               | — | R&B22 (4 Wo.)R&B | Erstveröffentlichung: September 1970 Produzent: Curtis Mayfield                                         |
| 1972 | Times Have Changed Curtom 8012                 | US192 (2 Wo.)US | — | Erstveröffentlichung: April 1972 Produzent: Curtis Mayfield                                             |
| 1973 | Preacher Man Curtom 8016                       | — | R&B31 (9 Wo.)R&B | Erstveröffentlichung: März 1973 Produzenten: Curtis Mayfield, Richard Tufo                              |
| 1974 | Finally Got Myself Together Curtom 8019        | US176 (3 Wo.)US | R&B16 (28 Wo.)R&B | Erstveröffentlichung: Mai 1974 Produzenten: Ed Townsend, Lowrell Simon, Rich Tufo                       |
| 1974 | Three the Hard Way Curtom 8602                 | — | R&B26 (15 Wo.)R&B | Erstveröffentlichung: Juli 1974 Soundtrack zum gleichnamigen Film Produzenten: Lowrell Simon, Rich Tufo |
| 1975 | First Impressions Curtom 5003                  | US115 (5 Wo.)US | R&B13 (16 Wo.)R&B | Erstveröffentlichung: Juli 1975 Produzenten: Ed Townsend, Joseph Scott, Rich Tufo                       |
| 1976 | Loving Power Curtom 5009                       | US195 (3 Wo.)US | R&B24 (6 Wo.)R&B | Erstveröffentlichung: März 1976 Produzenten: Chuck Jackson, Ed Townsend, Marvin Yancy                   |

grau schraffiert: keine Chartdaten aus diesem Jahr verfügbar